# Family Stadium
Pro Baseball: Family Stadium (プロ野球ファミリースタジアム?, Puro Yakyū Famirī Sutajiamu) è un videogioco sportivo sviluppato e pubblicato nel 1986 da Namco per Family Computer. Primo videogioco della serie Family Stadium, nel 1986 Family Stadium è stato localizzato e distribuito da Tengen con il titolo R.B.I. Baseball, primo gioco dell'omonima serie.
La versione arcade è stata commercializzata in Giappone come Vs. Family Stadium, mentre in America del Nord è stata distribuita come VS. Atari R.B.I. Baseball.

## Modalità di gioco
Nella versione statunitense è possibile selezionare otto squadre di altrettante città e competere contro il computer in una partita da nove inning o in un torneo da nove partite. È inoltre presente una modalità multigiocatore. Nonostante l'assenza dei team della Major League Baseball, R.B.I. Baseball include i giocatori della Major League Baseball Players Association.